# Parvoscincus decipiens
Parvoscincus decipiens — вид сцинкоподібних ящірок родини сцинкових (Scincidae). Ендемік Філіппін.

## Поширення і екологія
Parvoscincus decipiens мешкають на островах Мінданао, Лусон, Полілло, Катандуанес і Таблас. Вони живуть у вологих тропічних лісах, зокрема в діптерокарпових лісах, серед опалого листя і повалених дерев. Зустрічаються на висоті від 100 до 1400 м над рівнем моря.